# Luboš Raušer
Luboš Raušer (* 3. listopad 1982 v Příbrami) je český sportovec v oblasti bojových sportů. V roce 2010 se stal mistrem světa v thajském boxu nad 91 kg. V roce 2017 zapasí za klub Hanuman Gym Praha / Často se účastní turnaje nazvané Souboj titánů v Plzni a dalších akcí bojových sportů v ČR i zahraničí .Od roku 2018 české MMA organizace XFN zde začíná zápasit v MMA . Jeho koníčkem je chov psů.
| Zápasů celkem | Výhry | Výhry | Prohry |
| Zápasů celkem | Výhry | KO    | Prohry |
| ------------- | ----- | ----- | ------ |
| 45            | 32    | 19    | 13     |